# Libro-arte

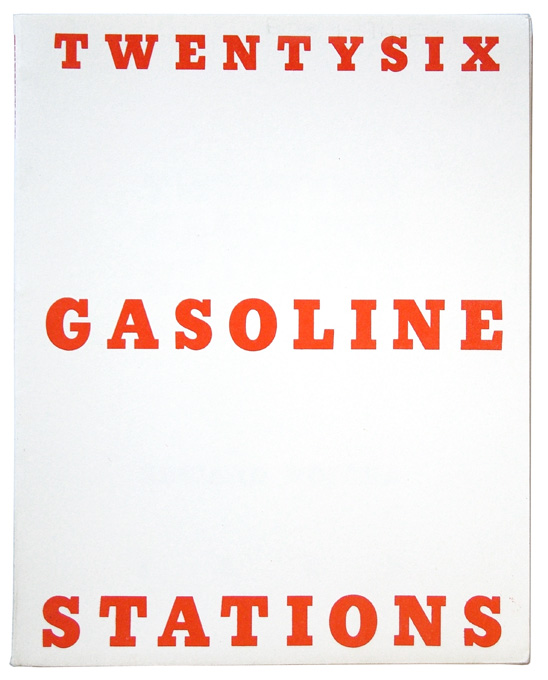
Twentysix Gasoline Stations, 1963, de Ed Ruscha.

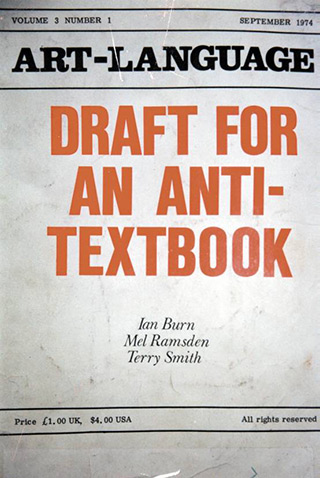
Art-Language, 1969-1985, de Art & Language.

El libro-arte (también, libro objeto o libro de artista) es una pieza de arte creada por un artista visual cuyo concepto implica que la obra tiene que mantener alguna conexión de ideas, como es la presentación del material en relación con una secuencia que dé acceso a sus contenidos. Esta definición entre flexible o imprecisa y amplia o rica entorna el formato hacia una caracterización de piezas concisas y limitadas conceptualmente hacia lo que quiera reflejar el artista.
(…) la mayoría de los estudiosos del libro coinciden (…) en establecer dos objetivos comunes: el primero, el de la democratización del arte, que cuestionaba la forma y el concepto de libro y pretendía crear un “producto artístico democrático”, utilizando un medio de difusión de “masas” para llegar al público transformando su valor simbólico y, el segundo, el de protagonizar a partir del “libro de artista” cambios sociales, considerándolo como un transformador de la sociedad.
"La boîte verte" (La caja verde) de Marcel Duchamp -1934 se considera uno de los primeros libro de artista. Realizado con cartón, fotografía en blanco y negro, tela y notas manuscritas, contiene noventa y cuatro facsímiles de fotografías, dibujos y notas, fechados entre 1911 y 1915. Sus dimensiones son: 33,2 x 28 x 2,5 cm. La boîte verte afronta la creación de una obra múltiple (se planeó una serie limitada de 300 ejemplares ordinarios y 20 de lujo) que desafía las imposiciones de la obra de arte única, en un gesto que se adelanta a los intereses acerca de la reproductibilidad de la obra de arte. 

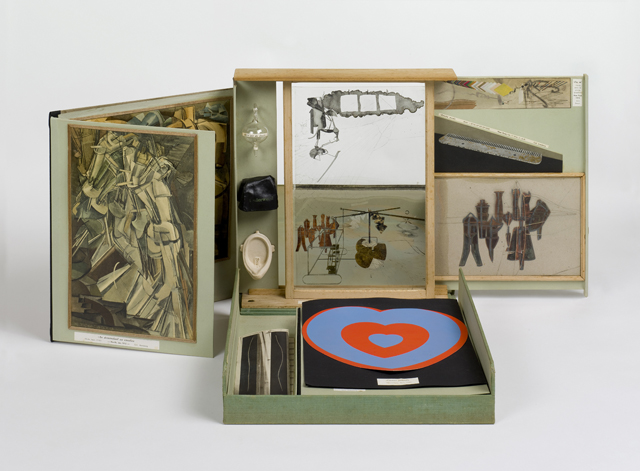
"La boîte verte" (La caja verde) de Marcel Duchamp -1934. Considerado el primer libro de artista.

“Todo lo importante que he hecho podría entrar en una pequeña valija”, afirmó el artista francés Marcel Duchamp en una ocasión, y así, entre 1936 y 1941, materializó su propio museo personal. En su caja-maleta, Boîte-en-valise, recopiló una serie de miniaturas y muestras de toda su obra (ready made, textos humorísticos, objetos, etcétera), sesenta y nueve reproducciones, entre las cuales hay tres réplicas en miniatura de ready-mades y un pequeño Gran vidrio de celuloide. "Un museo portátil, una minirretrospectiva que abre nuevos horizontes ante la idea de exposición". El artista creó aproximadamente trescientas versiones de la Caja, siete ediciones distintas que se dilataron en el tiempo, entre 1941 y 1968.

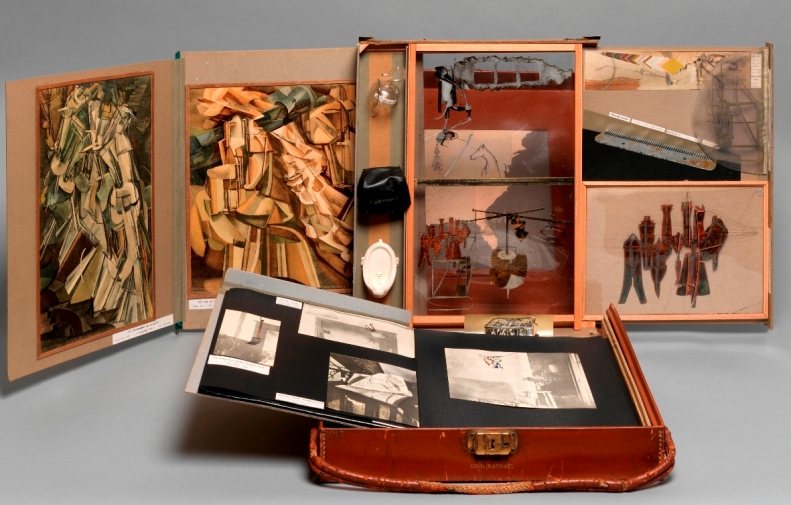
Boîte en valise (Caja valija) de Marcel Duchamp

El libro-arte no posee demarcaciones disciplinares, negándose a delimitar sus fronteras y trazar caminos específicos que determinen su producción. Por ello, intentar clasificar, etiquetar, ordenar la gran variedad de libros de artistas, es una tarea compleja, pero esta hibridez e indeterminación plástica propicia la creatividad y da libertad a los artistas en la creación de la obra, encontrándose diferencias entre libro de edición común y libro de artista. Mientras que el libro común es un producto industrial, que puede contener reproducciones de obras de arte y textos literarios, un libro de artista es considerado una obra de arte, encontrándose principalmente en sitios especializados en la venta de arte. Hortensia Mínguez lo explica de la siguiente manera:
(...) la escisión entre el libro común y el libro-arte devino precisamente en el momento histórico en el que la sociedad artística se encontró en la posición de demandar y utilizar el libro como medio de comunicación y expresión [...tomando...] al libro como un concepto más de exploración para experimentar matérica y simbólicamente (...)
Estos libros tienen además  otros factores a considerar:
La imagen y el texto se conjugan, predominando en general aquella sobre este. 
A veces se trata de ejemplares únicos, pero otras se producen en pequeñas ediciones.
Otras veces se trata de objetos intermedios entre la pintura y/o el grabado, y la escultura.
Otras, el carácter lo aporta el hecho de tratarse de intervenciones sobre libros ya editados, lo que se conocen como libros alterados. 
Como se ve, el campo de las posibilidades es amplio y no está cerrado. 
(...) los itinerarios son múltiples y los espacios de actuación prácticamente imprevisibles. Sabemos que, desde el inicio de la imprenta -y en pro de una difusión del conocimiento razonable-, se han buscado cánones y parámetros de legibilidad, ordenación y estructuración de textos, objetivando una realidad que ahora es revisada y singularizada, proponiendo alternativas y poniendo a prueba la hegemonía instrumental del texto con la producción de otros órdenes de sentido desde la creación (Méndez en Mínguez, 2017, p.17)
Es en el siglo XX cuando aparece esta modalidad artística, formando parte de las vanguardias artísticas que pretendían acercar el arte al ciudadano de a pie. 
Entre ellas, los surrealistas primero, los seguidores del grupo Fluxus después, o los cercanos al Pop Art, produjeron libros de artista, como también los integrantes del Arte conceptual utilizaron ya esta práctica artística.
Algunos artistas contemporáneos que han destacado como autores de libros de artista son Irma Boom o Jack Pierson, entre muchos otros, pero como podemos imaginar las formas de producirlos son tan distantes como disímiles. Es por esta razón que, a diferencia de las aproximaciones realizadas desde los soportes, los formatos, las formas o la visualidad de los objetos resultantes, existen otros estudios que se interesan en taxonomías más comprensibles a partir de incidencias caracterológicas en la producción de algunos artistas, que toman el libro como centro de experimentación y creación metafórica, sea desde el objeto como tal o desde su idea.
Libro de artista "Made by nature", plegable. Grabado sobre papel. Autor: Diego Sergio Gallotti. Ganador del Primer Concurso Internacional de Libros de artista (Instantes Gráficos, 2016). Jurado integrado por Juan Carlos Romero, Horacio Zabala, Leandro Katz, Carla Rey y Hugo Romero.
Asimismo el Arte postal, con sus peculiares características, hace uso de esta modalidad creativa, produciendo pequeñas ediciones de libros intervenidos, alterados, o editados con intervención de medios como el grabado, los medios digitales, la fotocopia, o simplemente a mano.
El libro de artista es una obra de Arte, realizada en su mayor parte o en su totalidad por un artista plástico. 

Es una forma de expresión, simbiosis de múltiples posibles combinaciones de distintos lenguajes y sistemas de comunicación, lo que lo hace un "libro" especial, de lectura no convencional. Carles Méndez (en Mínguez, 2017) anota:  
El libro-arte nos hace frecuentar el límite, presentándose en la realidad pero declarándola insuficiente al mismo tiempo, por ello debemos recurrir a traer a la luz sus emisiones -propiedades físicas y abstractas-, a relacionarnos con ellas para habitar dicho umbral como ámbito de sentido. Un sistema de relaciones en red expansiva que nos lleva a relaciones imprevistas, inhóspitas, impredecibles, que no reconocen línea narrativa secuencial habitual pero que en su lectura cobra significado.(p.29)
De acuerdo con Alejandro Martínez, un libro de artista no está necesariamente pensado para ser leído, sino que busca desafiar cualquier convención de lectura. Además, añade Martínez, un libro de artista invita a preguntar sobre su materialidad, sobre cómo está hecho, prestando entonces menos atención al contenido que a la forma.